# Robbie Coltrane
Robbie Coltrane (Rutherglen, 30 maart 1950 – Larbert, 14 oktober 2022), echte naam Anthony Robert McMillan, was een Schots acteur en komiek.

## Levensloop
Coltrane zat als kind op de Schotse kostschool Glenalmond College, waarna hij verscheidene vakken volgde aan de Glasgow School of Art. Na het afstuderen ging hij acteren. Hij speelde onder andere mee met het Traverse Theater in Edinburgh, speelde mee met The Comic Strip en deed aan stand-upcomedy. Dankzij zijn komische talent verscheen hij in de jaren tachtig in een groot aantal Britse films (onder andere Mona Lisa, 1986) en televisieseries, waaronder in de Britse serie Tutti Frutti en als Samuel Johnson in het derde seizoen van Blackadder. Ook had hij een klein komisch rolletje in National Lampoon's European Vacation (1985). Gedurende de jaren tachtig ontwikkelde hij zich tot een bekendheid in Groot-Brittannië.
Buiten het Verenigd Koninkrijk kreeg hij bekendheid met zijn rol in de film Nuns on the Run uit 1990, tegenover Eric Idle en als de paus in de satirische film The Pope Must Die uit 1991. Voor zijn rol in de Britse detectiveserie Cracker (1993-1996), waarin hij een forensisch psycholoog speelde, kreeg Coltrane een BAFTA. Hierna speelde hij Valentin Dmitrovich Zukovsky in twee James Bondfilms, GoldenEye en The World Is Not Enough.
In 2001 had hij een belangrijke rol in de film From Hell. Dat jaar kreeg hij ook de grote rol van halfreus Rubeus Hagrid in de Harry Potterfilmreeks. Voor zijn bijdrage aan Harry Potter en de Steen der Wijzen werd hij in 2002 genomineerd voor de BAFTA Award voor beste mannelijke bijrol.
In 2011 speelde Coltrane de hoofdrol in de videoclip van de vernieuwde single Deeper Understanding van Kate Bush.
Coltrane, die in 2006 was benoemd tot officier in de Orde van het Britse Rijk, had twee kinderen met Rhona Gemmell, met wie hij in 1999 was getrouwd, maar van wie hij later scheidde. Hij overleed op 72-jarige leeftijd.

## Filmografie (selectie)
- Alfresco (televisieserie, 1983)
- Krull (film, 1983)
- Laugh??? I Nearly Paid My License Fee (televisieserie, 1984)
- Revolution (1985)
- Mona Lisa (1986)
- Tutti Frutti (televisieserie, 1987)
- Eat The Rich (film, 1987)
- The Fruit Machine (film, 1988)
- Blackadder’s Christmas Carol (film, 1988)
- Danny the Champion of the World (televisiefilm, 1989)
- Henry V (1989)
- Perfectly Normal (1990)
- Nuns on the Run (1990)
- The Pope Must Die (1991)
- Oh, What a Night (1992)
- The Adventures of Huck Finn (1993)
- Cracker (televisieserie, 1993-1996)
- GoldenEye (1995)
- The World Is Not Enough (1999)
- Message in a Bottle (1999)
- From Hell (2001)
- Harry Potter en de Steen der Wijzen (2001)
- Harry Potter en de Geheime Kamer (2002)
- Harry Potter en de Gevangene van Azkaban (2004)
- Ocean's Twelve (2004)
- Harry Potter en de Vuurbeker (2005)
- Stormbreaker (2006)
- Harry Potter en de Orde van de Feniks (2007)
- Murderland (televisieserie, 2009)
- Harry Potter en de Halfbloed Prins (2009)
- Harry Potter en de Relieken van de Dood deel 1 (2010)
- Harry Potter en de Relieken van de Dood deel 2 (2011)
- Arthur Christmas (2011, stem)
- Brave (2012, stem)
- Lego Dimensions (2015, stem)

- Bibsys: 90853140
- Biblioteca Nacional de España: XX1416517
- Bibliothèque nationale de France: cb14031105k (data)
- CiNii: DA17238277
- Gemeinsame Normdatei: 140684794
- International Standard Name Identifier: 0000 0001 1002 5330
- Library of Congress Control Number: no95038681
- Nationale Bibliotheek van Letland: 000345708
- MusicBrainz: c56834c9-61aa-400d-91d7-2962e2832d8f
- Nationale Bibliotheek van Tsjechië: xx0043316
- Nationale bibliotheek van Australië: 35784724
- Nationale Bibliotheek van Israël: 987007441234405171
- Nationale Bibliotheek van Polen: a0000001617505
- Nederlandse Thesaurus van Auteursnamen: 073166790
- SNAC: w6320rb1
- Système universitaire de documentation: 110194942
- Trove: 1086342
- Virtual International Authority File: 107686124
- WorldCat: E39PBJd89htbpW9bWGrFTBQyVC